# Centro de Control de Misión de Córdoba (Argentina)
El Centro de Control de Misión es una instalación del Centro Espacial Teófilo Tabanera del CONAE, ubicada en la Provincia de Córdoba.

## Objetivos
Tiene como objetivos la planificación y operación y funcionamiento de los satélites, y elaboración de comandos de las misiones satelitales nacionales. También posee la capacidad para brindar apoyo a misiones de otros países como en el caso del satélite científico de la Agencia Espacial Italiana. 
Han sido controlados por el Centro de Control de Misión los satélites SAC-A y SAC-B. Actualmente se realiza la operación del satélite argentino SAC-C.
El Centro de Control de Misión recibe telemetría en Banda S y Banda X y tiene la capacidad de transmitir comandos en Banda S, poseyendo una amplia gama de combinaciones entre modulaciones (FM, PM, PSK) y codificaciones de la banda base
(NRZ-L, NRZ-M, BI-PHASE, DBI-PHASE, etc).